# Eburia linsleyi
Eburia linsleyi är en skalbaggsart som beskrevs av Lacey 1949. Eburia linsleyi ingår i släktet Eburia och familjen långhorningar. Inga underarter finns listade i Catalogue of Life.